# Paige Sauer
Paige Maurine Sauer (Reno, 8 dicembre 1977) è un'ex cestista statunitense, professionista nella WNBA.

## Carriera
È stata selezionata dalle Los Angeles Sparks al secondo giro del Draft WNBA 2000 (31ª scelta assoluta).

## Palmarès
- Campionessa NCAA (2000)